# Codex Toletanus
Le Codex Toletanus, aussi appelé Bible de Séville ou encore Biblia hispalense , est un manuscrit latin de la première partie du Xe siècle  écrit sur vélin. C'est une version de la Bible de la Vulgate latine, qui contient toute la Bible  Ancien et du Nouveau Testament y compris la référence à la Trinité du Comma Johanneum .

## Description

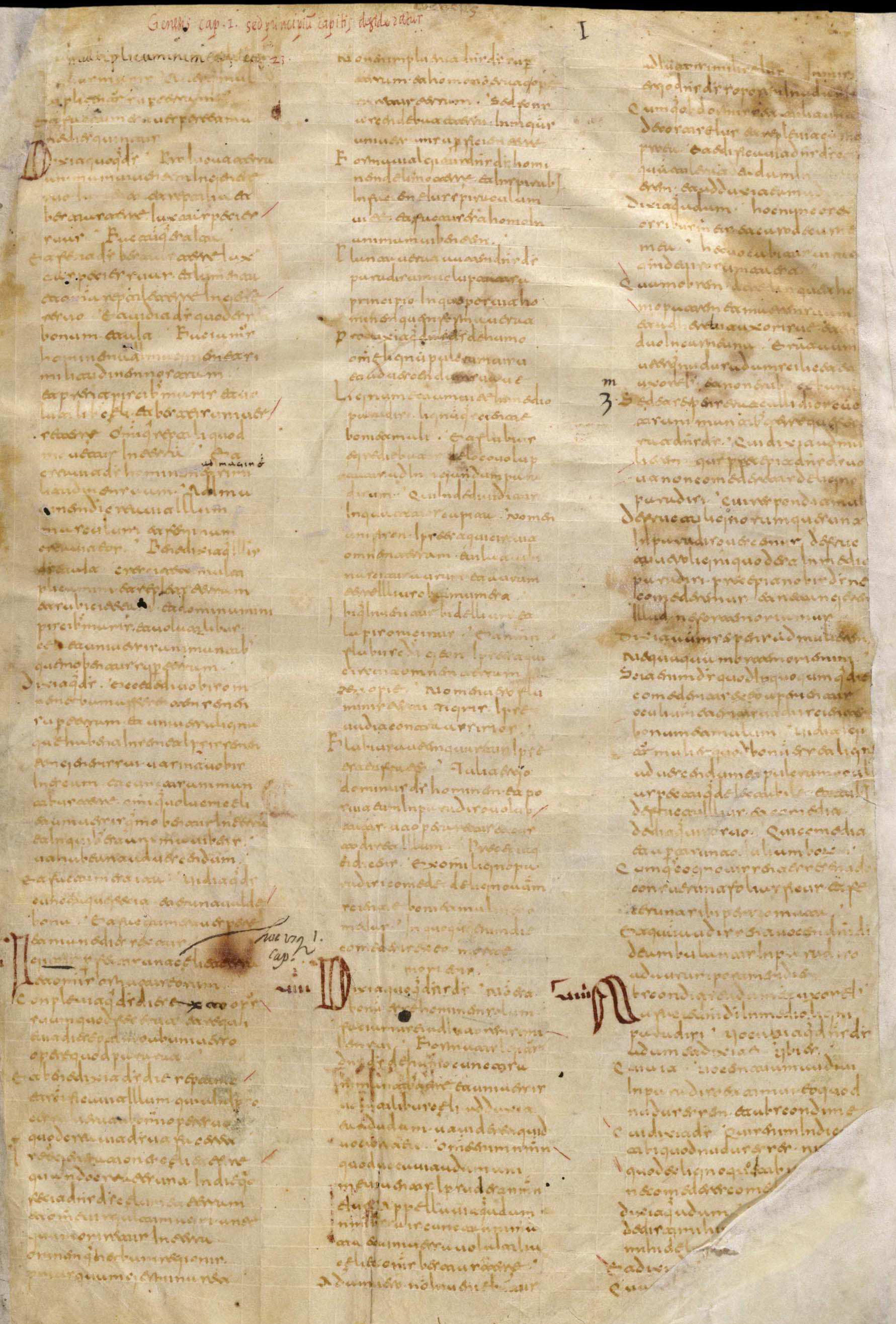
Début du Codex Toletanus

Le texte est écrit en caractères wisigothiques, sur 375 feuilles de parchemin (43,8 par 33   cm) lesquelles sont divisées en trois colonnes de 63-65 lignes chacune. Le texte latin des quatre évangiles est représentatif de la Vulgate espagnole. Il s'agit du deuxième manuscrit le plus important de type espagnol après le Codex Cavensis. Il contient le texte controversé de la Comma Johanneum (1 Jean 5:7) au même endroit que le Codex Cavensis (après v. 8). Il contient également le Prologue aux épîtres canoniques qui confirment le verset.

## Histoire
Selon une note du manuscrit examinée par A. Lowe, LF Smith et AC Millares, Servandus de Séville a donné le manuscrit à son ami Jean, évêque de Cordoue, qui à son tour l'a offert en 988 au siège de Servandus. L'année 988 est généralement considérée par les chercheurs comme une date d'achèvement du codex. Le manuscrit a été collationné par Chr. Palomares pour la Sixtine Vulgate. dont le travail écrit en 1569 est maintenant présenté à la Bibliothèque du Vatican (Lat. 9508) . Il n'a pas été utilisé dans la Vulgata Clementina, car le manuscrit a été acquis trop tard par le cardinal Carafa. Le texte a été publié par Giuseppe Bianchini en 1740. Il a été utilisé par John Wordsworth pour son édition du Nouveau Testament de la Vulgate. Wordsworth a désigné le manuscrit par le signe T . Actuellement, le manuscrit est conservé à la Bibliothèque nationale d'Espagne à Madrid (MS. Tol. 2. 1).